# Liopholidophis
Genre
Liopholidophis est un genre de serpents de la famille des Lamprophiidae. 

## Répartition
Les espèces de ce genre sont endémiques de Madagascar.

## Description
Ce genre se caractérise notamment par :
- des dents maxillaires en série continue au nombre d'environ 20 à 25 ;
- des dents mandibulaires décroissant légèrement en longueur d'avant en arrière ;
- d'une tête plus ou moins distincte du cou ;
- d'un œil modérément développé à pupille arrondie ;
- d'un corps cylindrique ;
- d'une queue généralement plus longue chez le mâle que chez la femelle ;
- d'écailles lisses sans fossette apicale en 17 ou 19 séries longitudinales ;
- d'hémipénis profondément bifurqués.

## Liste d'espèces
Selon The Reptile Database (11 décembre 2013) :
- Liopholidophis baderi Glaw, Kucharzewski, Nagy & Vences, 2013
- Liopholidophis dimorphus Glaw, Nagy, Franzen & Vences, 2007
- Liopholidophis dolicocercus (Peracca, 1892)
- Liopholidophis grandidieri Mocquard, 1904
- Liopholidophis oligolepis Glaw, Kucharzewski, Nagy & Vences, 2013
- Liopholidophis rhadinaea Cadle, 1996
- Liopholidophis sexlineatus (Günther, 1882)
- Liopholidophis varius (Fischer, 1884)

## Étymologie
Le genre Liopholidophis, du grec ancien λεῖος, leios, « lisse », φολίς, pholís, « écaille », et ὄφις, óphis, « serpent », a été nommé en référence aux écailles de ces espèces.

## Publication originale
- Mocquard, 1904 : Description de quelques reptiles et d'un batracien nouveaux de la collection du Muséum. Bulletin du Muséum National d'Histoire Naturelle, vol. 10, n. 26, p. 301-309 (texte intégral).